# 荒谷忠勝
荒谷 忠勝（あらたに ただかつ、1976年8月9日 - ）は、広島県出身の日本の野球選手、野球指導者。

## 経歴
広島商業高校時代の1994年の第66回選抜高等学校野球大会に外野手として出場。
松山大学卒業後の2000年から広島商業高校の野球部副部長を務め、2004年の第86回全国高等学校野球選手権大会出場を支える。
2005年からは呉商業高校に赴任し、2010年春、2012年秋に県大会ベスト8入りを果たす。
その後は再び母校の広島商業高校に戻るも広島県内の私学の台頭により低迷。2018年春には部内不祥事により夏の大会直前迄対外試合禁止処分を受け当時の監督も退任。夏の県大会では代理監督を務め、大会終了後の8月からは監督に正式に就任。就任1年目となる、2019年夏には県大会で優勝を果たし、15年ぶりに第101回全国高等学校野球選手権大会に出場。2022年春には20年ぶりに第94回選抜高等学校野球大会に出場。2024年秋は31年ぶりに中国大会で優勝、第55回明治神宮野球大会に初出場をし、準優勝の成績を収めている。